# Station Pérenchies
Station Pérenchies is een spoorwegstation in de Franse gemeente Pérenchies. Het wordt bediend door 3 lijnen van de TER-Nord-Pas-de-Calais in de richtingen Rijsel enerzijds en Hazebroek-Calais/Duinkerke  anderzijds.